# 베네딕트 회베데스
베네딕트 회베데스(독일어: Benedikt Höwedes, 1988년 2월 29일 ~)는 독일의 전 축구 선수로, 포지션은 센터백이다.
샬케 04 시절인 2011년 7월 23일부터 회베데스는 FC 바이에른 뮌헨으로 이적한 마누엘 노이어를 대신하여 팀의 주장으로 역임했다.

## 클럽 경력
회베데스는 2001년에 FC 샬케 04의 유스팀에 합류하였다. 2003년, 그는 샬케 U-19팀의 주장이 되었다. 또한 팀의 멤버로써, 2006년 독일 청소년 챔피언쉽에서 우승하였다. 2007년 1월, 그는 프로계약에 합의하였고, 2009-10시즌까지 유효하였다. 그 후, 2007년 7월에 샬케 1군에 합류하였다. 그러나 10월까지는 2군이 속한 4부리그인 오베르리가에서만 출전하였다.
회베데스의 첫 공식 경기는 2007년 10월 3일의 챔피언스리그 경기였다.
2008년 12월 10일, 회베데스는 계약을 2014년 6월 30일까지 연장하였다.

## 국가대표팀 경력
회베데스는 독일의 2007년 UEFA U-19 챔피언쉽의 결승전을 포함, U-18팀과 U-19팀의 모든 경기에 출전하였다. 2007년 9월 5일, 그는 U-20팀 데뷔경기를 치렀다.
2011년 5월 29일, 우루과이 친선전에서 독일 데뷔를 하였다. 그의 공식 데뷔 경기는 2011년 6월 7일 아제르바이잔과의 UEFA 유로 2012 예선 경기였다. 팀은 3-1로 승리하였고, 그는 메수트 외질의 골을 어시스트 하였다. 회베데스 UEFA 유로 2012에 참가했다.
2012년 8월 15일, 회베데스는 독일과 아르헨티나와의 친선전에서 자신의 국가대표 첫 골을 넣었다. 이 경기에서 독일은 아르헨티나에게 1-3으로 패했다.
2014년 FIFA 월드컵에 참가한 회베데스는 주전으로 활약하였다.

## 수상 내역
2007년 9월, 그는 그의 연령대의 06-07시즌 최고 선수로써 독일 축구 협회 (DFB)로부터 프리츠 발터 메달을 수여받았다.
FC 샬케 04
- DFB 포칼

우승: 2010-11
- 독일 슈퍼컵

우승: 2011
독일 U-21
- UEFA U-21 챔피언쉽

우승: 2009
독일 국가대표
- FIFA 월드컵

우승: 2014